# ماد دوغ 2: ذا لوست غولد
ماد دوغ 2: ذا لوست غولد  (بالإنجليزية: Mad Dog II: The Lost Gold)‏، هي لعبة فيديو من نوع الفيلم التفاعلي، وهي الجزء الثاني من سلسلة ماد دوغ ماكري، صدرت في الأسواق سنة 1992، حيث على على منصات عدة، ومنها سيجا سي دي ونظام دوس وبلاي ستيشن 3 وغيره.

## روابط خارجية
- ماد دوغ 2: ذا لوست غولد على موقع IMDb (الإنجليزية)